# Peter Ebner
Pour l’article homonyme, voir Ebner.
 (janvier 2012).
Si vous disposez d'ouvrages ou d'articles de référence ou si vous connaissez des sites web de qualité traitant du thème abordé ici, merci de compléter l'article en donnant les références utiles à sa vérifiabilité et en les liant à la section « Notes et références ».
Peter Ebner est un architecte et théoricien autrichien, né le 5 août 1968 à Hallwang (Salzbourg).

## Biographie
Peter Ebner commence sa carrière en suivant une formation de charpentier. Par la suite, il intègre une école d’ingénierie mécanique à Salzbourg. Il est ensuite diplômé de l’université de technologie de Graz.
C’est en 1995 qu’il ouvre son cabinet d’architecture à Salzbourg, après avoir travaillé aux côtés de Mark Mack à Los Angeles.
Depuis lors et jusqu’en 2003, il se consacre à son activité professionnelle et à la présidence d’Initativ Architektur à Salzbourg. Ce projet à pour objet de mettre en avant l’architecture contemporaine de sa ville d’origine. En 1998, il ouvre une autre agence à Vienne avec l’architecte Franziska Ullmann. En 2000 et 2002, il occupe le poste d’assistant des professeurs Mark Marck et Kazuyo Sejima au sein de l’International Summer Academy of Fine Arts à Salzbourg. Il a également enseigné dans les universités de Salzbourg, Rome et Boston et depuis 2003 il est professeur à l’université de Munich.
En 2005, il participe à un workshop en tant que professeur invité à l’université du Tohoku de Sendai. En 2006, il est de nouveau invité à un workshop en tant que professeur invité à l’UCLA (université de Californie à Los Angeles). Depuis 2009, il mène l’agence FUTURElab by 3M à l’UCLA, ayant pour but de créer un dialogue entre architecture, art et société.

## Expositions
Il a participé avec Franziska Ullmann à de nombreuses conférences dans les universités d’Europe, d’Asie et d’Amérique. Leurs travaux ont été publiés dans seize pays et leurs projets ont été exposés à plusieurs reprises.
Quelques exemples :
- «  Architecture autrichienne émergente » (Vienne, Francfort, Copenhague, Budapest, Rome)
- « Fische Fische » (Vienne, Oslo, Dornbirn, Graz)
- « Housing and friends » (Munich, Coblence, Klagenfurt, Moscou)
- « GA houses projects » en 2002 et 2004 à Tokyo[2]

## Peter Ebner and friends
L’équipe de Peter Ebner and friends est divisée en plusieurs agences réparties dans le monde entier.
Ainsi, on trouve l'agence de Javier Sanchez au Mexique, de Franziska Ullmann à Vienne, de Michael Schwartz à Dubaï, de Michael Eichner à Moscou et de Gianluca Andreoletti et Claudio Valentino à Rome.

## Réalisations

### Deux projets représentatifs de l'agence Peter Ebner Architecture
- Résidence pour étudiants, Salzbourg, 1995, Autriche, Peter Ebner et Günter Eckerstorfer.

La ville de Salzbourg est caractérisée par les versants accidentés de la montagne Kapuziner qui se convertissent en la toile de fond de la plupart des bâtiments du centre-ville et se présentent comme le parfait leitmotiv de son architecture. La résidence pour étudiants en est l’exemple, en se plaçant face aux falaises, elle prend place sur une bande étroite, entre le précipice et la vieille ville, déjà façonnée par le contact avec la montagne.
L’implantation inverse les tendances de l’architecture locale : tandis que les bâtiments de la vieille ville se distinguent par leur poids massif accentué par le socle sur lequel ils reposent la résidence pour étudiants témoigne quant à elle d’une certaine dématérialisation de la base sur le terrain en ce qu’elle file en hauteur en prenant appui sur des piliers. C’est au niveau du rez-de-chaussée perméable que sont posés subtilement des boîtes en verre indépendantes et irrégulières, destinées à recevoir les locaux commerciaux. Telles des pierres tombées de la montagne, elles attirent le regard et éveillent l’intérêt des touristes qui visitent la zone. À l’une des extrémités, un espace se libère pour accueillir le marché agricole hebdomadaire. L’accès à la résidence se réduit à un tunnel autour duquel prennent place les éléments de communication verticale d’où la vue sur la montagne est savamment calculée. Le voile homogène en verre de la façade nord reflète la séquence parallèle des chambres par un jeu d’alternance entre transparence et garde-corps translucides. 
La façade sur le côté montagne est peinte en bleu cobalt, une couleur sans référence tectonique aucune. Le bâtiment se transforme en hôtel pendant l’été, savant calcul qui permet aux étudiants de réduire leurs frais de logement.
- Maison B, Hallwang, Autriche, Peter Ebner et Franziska Ullmann, paysagistes : Auböck et Karase, 2003-2004

Dans ce projet, Peter Ebner s’est inspiré d’une phrase écrite en 1930 par l’architecte viennois Josef Frank : « une maison bien organisée doit se présenter comme une ville avec des rues, des passages pour piétons qui mènent inévitablement à des places où le trafic est inexistant, à des lieux où se reposer ». Il recourt à cette citation pour traduire cette parfaite entente avec le client. Une collaboration judicieuse qui a donné naissance à cette idée de concevoir, non pas une maison mais divers volumes indépendants pour accueillir ce programme particulier : un bureau et deux maisons, l’une pour les parents, l’autre pour les enfants. Des champs et des saules entourent la quasi-totalité de la parcelle où prennent place de manière presque insolite les trois volumes de la maison, comparables à des diamants bruts.
La maison est située dans un village d’à peine 200 habitants ce qui d’une certaine manière en a conditionné la typologie au sens où elle s’inspire nettement des fermes alentour. Une solution audacieuse qui permet d’instaurer un dialogue avec les constructions voisines. Compte tenu de la typologie, le programme s’inscrit sur plusieurs niveaux afin de créer des atmosphères différentes selon les étages. La disposition accentue la fluidité spatiale et permet ainsi au client d’expérimenter sa maison comme s’il s’agissait d’éléments distincts dans un seul et même espace. Les murs traditionnels de briques recouverts d’une peinture couleur acier oxydé rehaussent le contraste entre la construction et le paysage encore vierge.

### Projets au Mexique
- Housing Mosquetta, Mexico [1]
- Housing Progreso 218, Mexico
- Residential Tower Iglesias, Mexico
- ICA offices, Mexico
- Pm Steel Area, mexico

### Projets en Allemagne
- Boschestrieder Strasse, Munich, Allemagne
- Müllerstrasse, Munich, Allemagne
- Berg Am Laim, Munich, Allemagne
- Guest houses, Munich, Allemagne
- Maternity Hospital Ste. Anna 2, Stuttgart, Allemagne

### Projets en Russie
- The Crown Tower, Moscou, Russie
- Urban Planning Lakearea, Penza, Russie

### Projets en Italie
- Menu e Piu, Kindergarden for the city of Rome, Rome
- Urban Planning AMA Montagnola, Rome

### Projets en Autriche
- House O, Salzbourg, Autriche
- Generation housing,Vienne, Autriche
- Apartment K, Attersee, Autriche
- House B, Salzbourg, Autriche
- Museum Heldenberg, Autriche
- Café Gloriette, Vienne, Autriche
- Hotel Rathaus, Vienne, Autriche
- Student Hostel, Salzbourg, Autriche
- F&T Showroom, Hallwang, Autriche
- Elevator Tower, Salzbourg, Autriche

### Projets au Japon
- Pavillion Miki, Osaka, Japon

### Projets aux États-Unis
- The New York Aquarium, New York / USA

### Projets à Dubaï
- « Cave », Al Ain / UAE, Dubaï